# Blek taggborre
Blek taggborre (Solanum sisymbriifolium) är en potatisväxtart som beskrevs av Jean-Baptiste de Lamarck. Blek taggborre ingår i släktet skattor som ingår i familjen potatisväxter. Arten förekommer tillfälligt i Sverige, men reproducerar sig inte. Inga underarter finns listade i Catalogue of Life.

## Bildgalleri

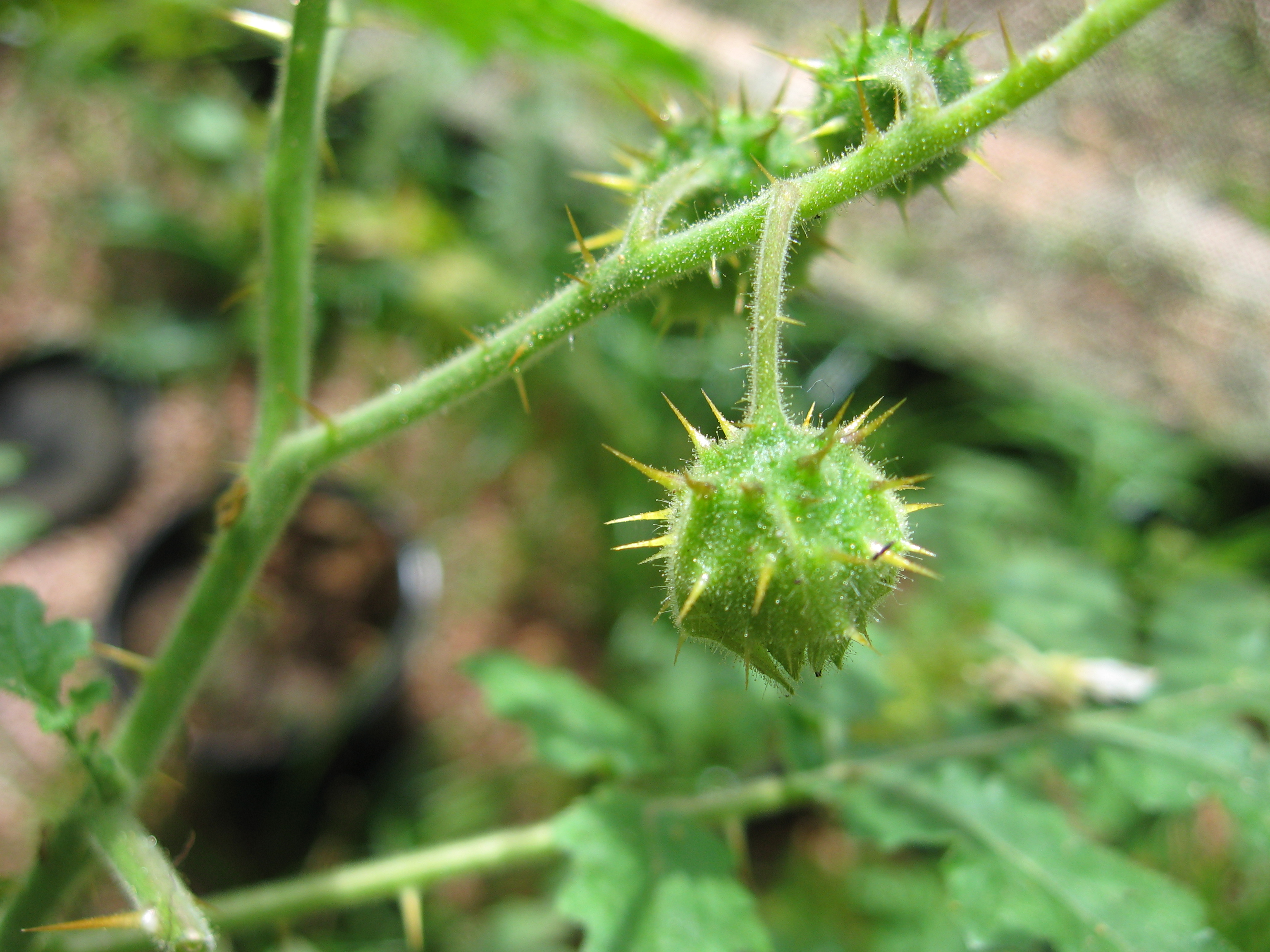
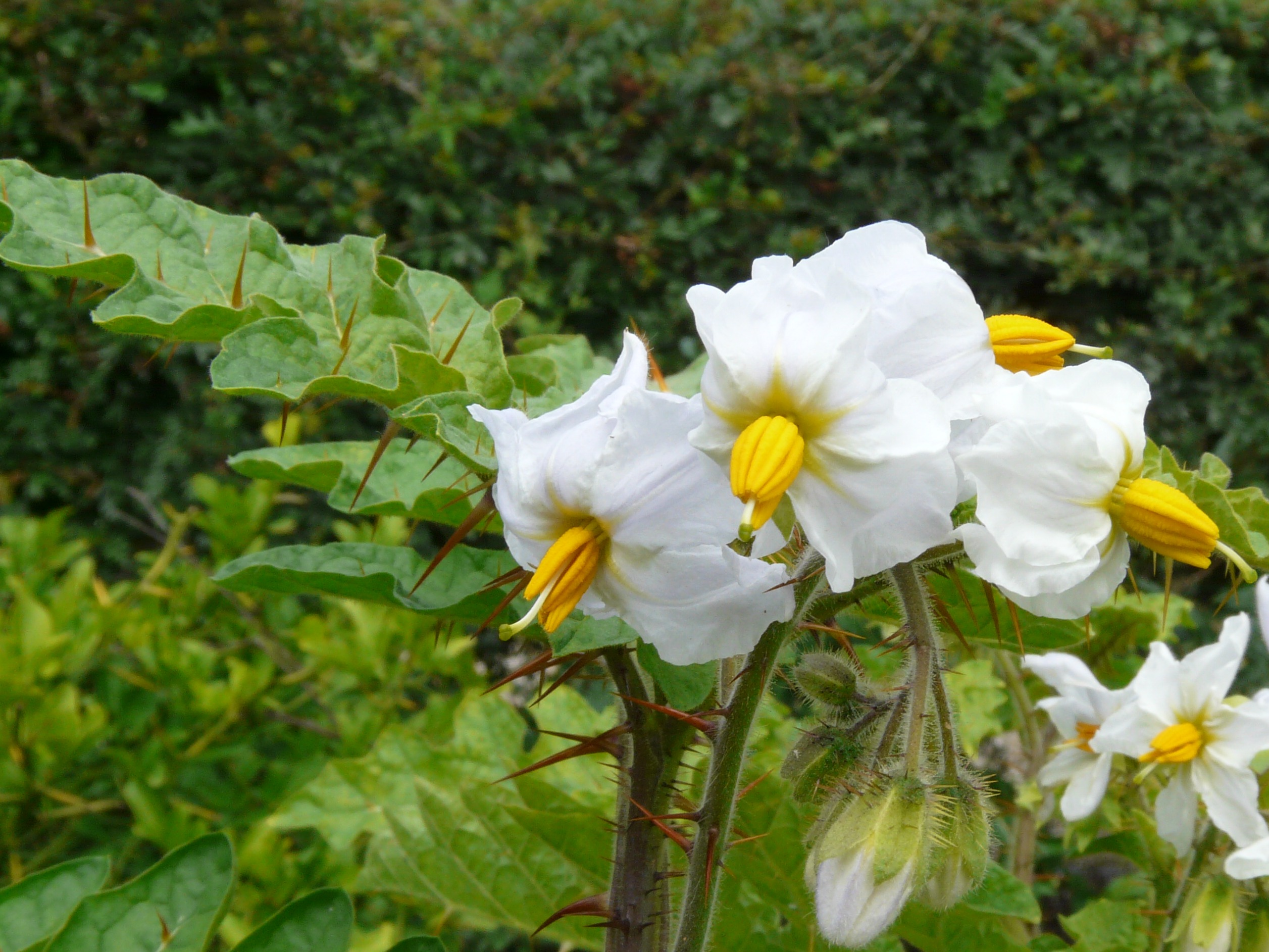
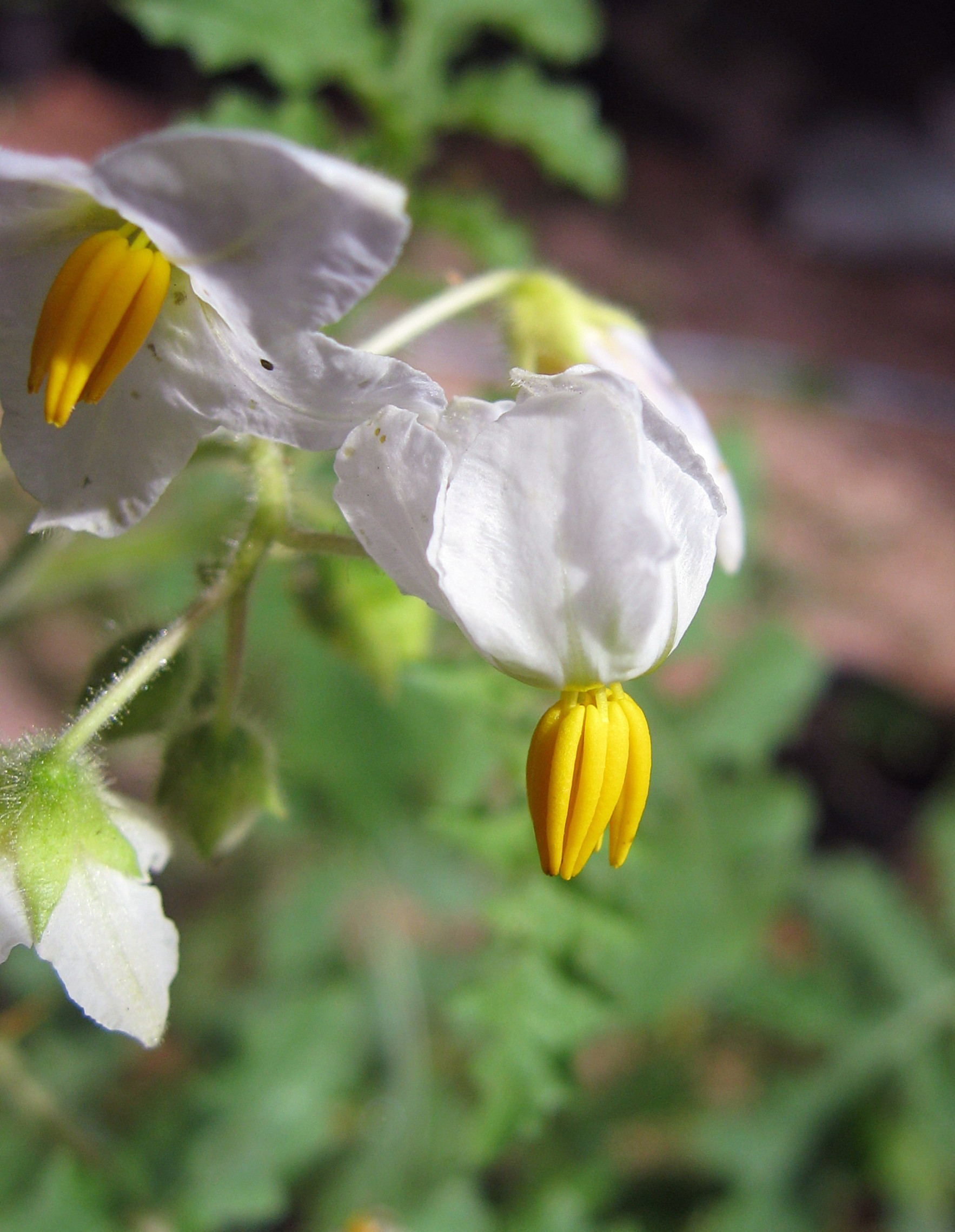
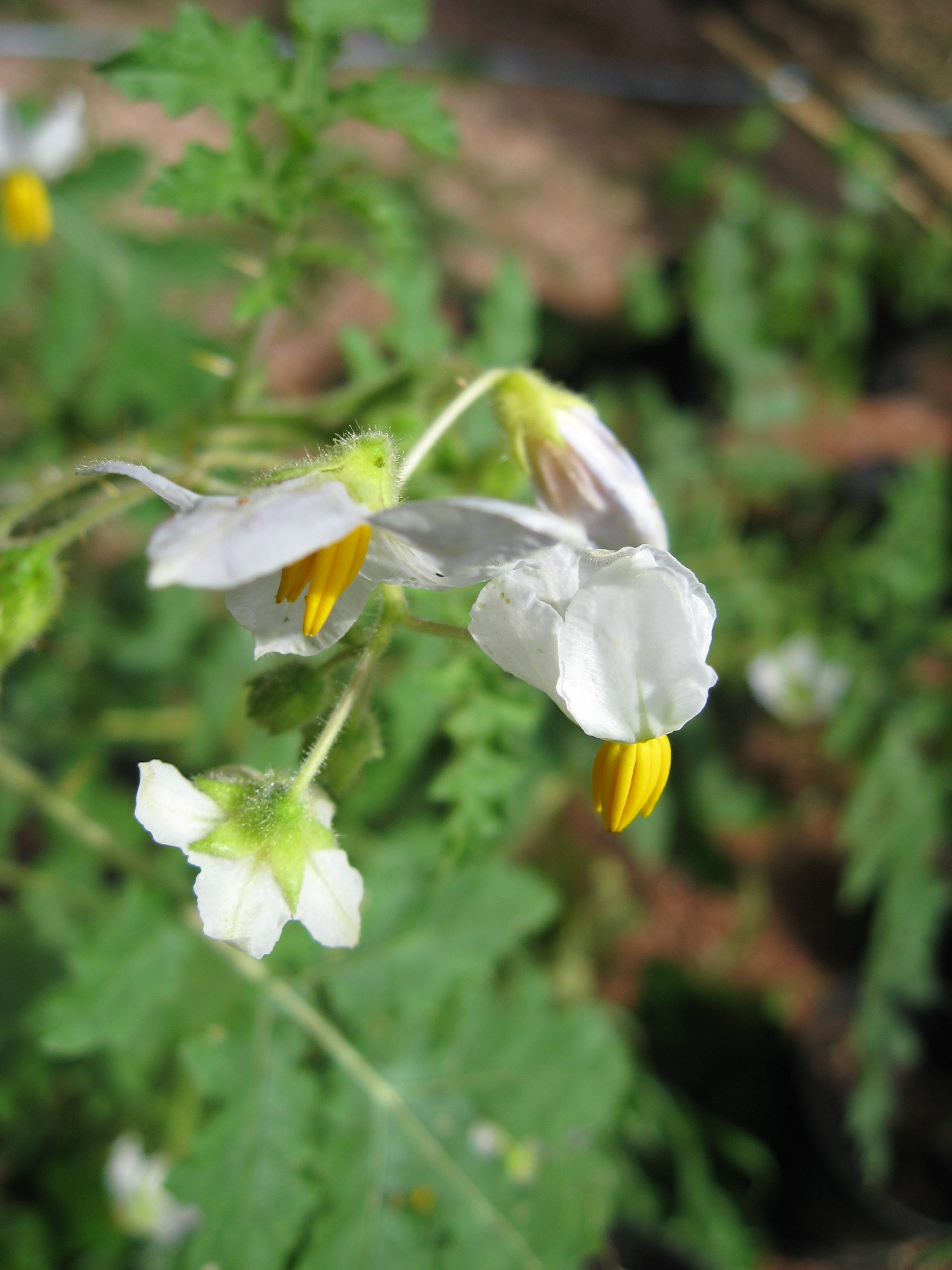
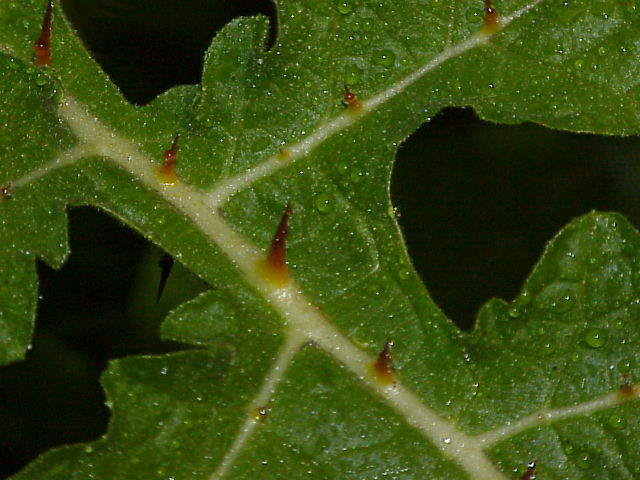
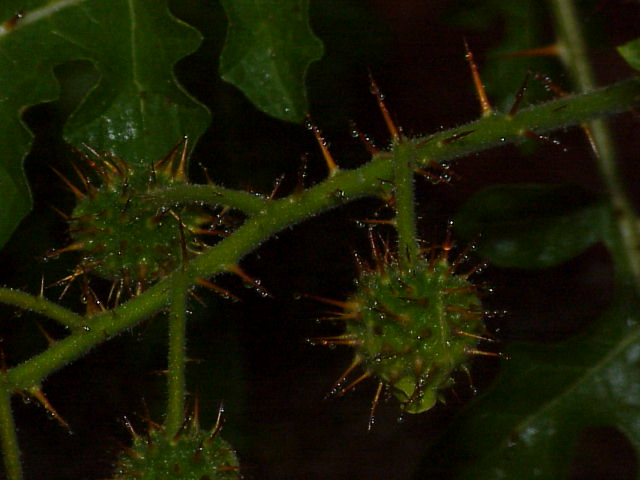